# Террі Дішинґер
Террі Дішинґер (англ. Terry Dischinger, 21 листопада 1940 — 10 жовтня 2023) — американський баскетболіст.
Олімпійський чемпіон 1960 року.